# Polystachya modesta
Polystachya modesta är en orkidéart som beskrevs av Heinrich Gustav Reichenbach. Polystachya modesta ingår i släktet Polystachya och familjen orkidéer. Inga underarter finns listade i Catalogue of Life.

## Bildgalleri

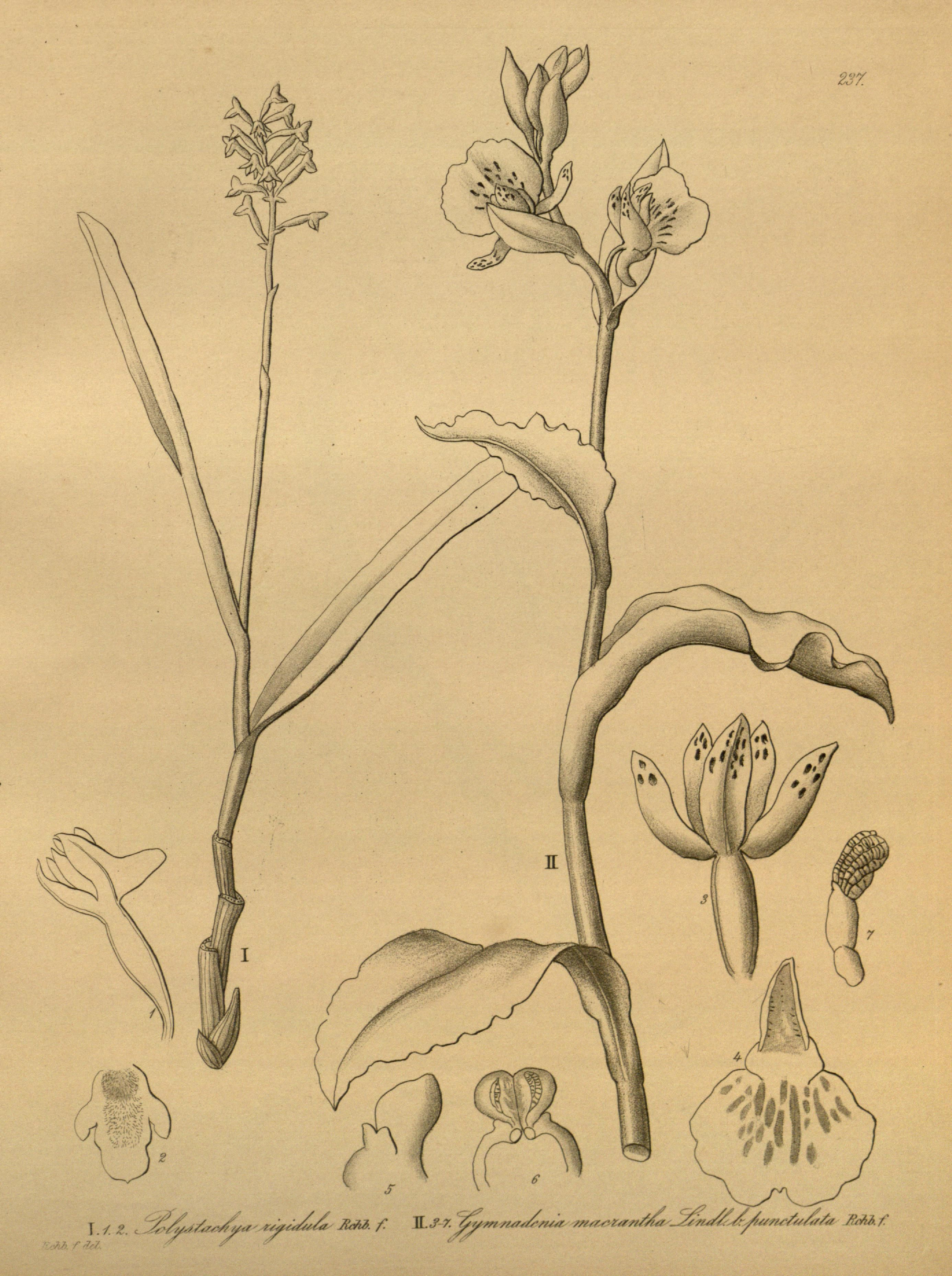